# Кичени (Валча)
Кичени (рум. Chiceni) насеље је у Румунији у округу Валча у општини Томшани. Oпштина се налази на надморској висини од 386 m.

## Становништво
Према подацима из 2002. године у насељу је живело 359 становника, од којих су сви румунске националности.